# Macrothemis marmorata
Macrothemis marmorata is een libellensoort uit de familie van de korenbouten (Libellulidae), onderorde echte libellen (Anisoptera).
De wetenschappelijke naam Macrothemis marmorata is voor het eerst geldig gepubliceerd in 1868 door Hagen.